# دانيال إس. لامونت
دانيال إس. لامونت (بالإنجليزية: Daniel S. Lamont)‏ هو أمين سر وسياسي أمريكي، ولد في 9 فبراير 1851 في الولايات المتحدة، وتوفي في 23 يوليو 1905 في ميلبوروك في الولايات المتحدة. حزبياً، نشط في الحزب الديمقراطي.